# Tent of Nations
Tent of Nations är ett fredsprojekt sydväst om Betlehem på Västbanken. Det ligger på en kulle nära byn Nahalin och är känd som 'Dahers' Vineyard', efter Daoud Nassars farfar. Farmen har ägts av familjen Nassar, en kristen luthersk familj, sedan 1916.

## Beskrivning och historik
Gården ligger på en ekologisk gård, med 40 hektar jordbruksmark, och drivs av familjen Nasser. Fastigheten registrerades hos britterna under det brittiska mandatet 1918–1948 i Palestina. När staten Israel grundades 1948 föll Betlehem under jordansk kontroll; familjen har papper från Jordanien.
Efter Palestinakriget 1948, när många kristna lämnade landet, började Bishara Nassar besöka närliggande byar för att sjunga sånger och leda bibelstudier i familjehem. Han trodde att musik kunde fördjupa tron hos Betlehems barn och uppmuntra dem att stanna. Bisharas son, Daoud förvandlade gården till ett centrum för "fredsbyggande och icke-våldsmotstånd" som blivit känt som Tent of Nations.
Familjen har hållit workshops på gården i flera decennier. Dessa har sin bakgrund i Israels ockupation av Västbanken efter sexdagarskriget 1967, det faktum att israeliska bosättare på 1970-talet började etablera sig på Västbankens kullar. Kullarna runt familjen Nassars gård ersattes av de judiska bosättningarna Neve Daniel, Beitar Illit, Alon Shvut och Elazar. Dessa bosättningar är en del av bosättningsblocket Gush Etzion.

## Verksamhet
Familjen Nasser driver sommarläger för lokala skolor, för att lära palestinska barn om icke-våldsmotstånd. Amal Nassar tror att dessa lärdomar är avgörande för en generation som har vuxit upp i flyktinglägren bakom Israels separationsbarriär.